# 莎莎·嘉寶
莎莎·嘉寶（英語：Zsa Zsa Gabor，1917年2月6日—2016年12月18日），猶太人，美國老牌影視演員。也是除喬治·索羅斯之外，另一位擁有猶太人血統的著名匈牙利裔美國人。莎莎·嘉寶與同爲演員的大姊瑪格達·嘉寶、小妹伊娃·嘉寶合稱爲嘉寶三姊妹，而她的獨女芙蘭西斯卡·希爾頓亦爲演員。

## 生平

### 嘉寶·莎麗
1917年2月6日，本名嘉寶·莎麗（匈牙利語：Gábor Sári，匈牙利人命名順序和東亞民族相同，爲姓前名後）的莎莎·嘉寶生於奧匈帝國布達佩斯，是三姊妹中的老二，並與大姊、小妹各相差兩歲。莎麗的父親是駐守布達佩斯的士兵，母親是珠寶商人。莎麗的舞臺生涯始於1934年的一次維也納之旅，彼時的她尚就讀於瑞士一間寄宿學校。1936年，年方十九的莎麗當選匈牙利小姐。惟不達規定年齡，使她無法代表國家角逐當年的歐洲小姐。
1930年代的歐洲危機四伏，戰爭的陰雲很快壟罩了匈牙利。1944年，納粹德國佔領匈牙利。由於敏感的猶太人身份，莎麗的母親不得不結束珠寶生意，並與眾多家族成員逃往葡萄牙，終於1945年經葡萄牙前往美國。莎麗則於匈牙利淪陷前三年的1941年，已經逃離布達佩斯，直接前往美國。

### 莎莎·嘉寶
到達美國後，莎麗定居洛杉磯，並爲自己改名莎莎。同時配合印歐語系姓名順序，嘉寶·莎麗從此變身爲莎莎·嘉寶。移居美國的莎莎一度寫作出書，並於二戰後轉戰好萊塢。莎莎僅演出過29部電影，但包括1952年的「紅磨坊」和1958年的「歷劫佳人」。除了電影，莎莎也跨足小銀幕，演出多部電視劇。莎莎最著名、也是最令人難忘的特色，便是她以帶有濃重匈牙利口音的英語稱呼所有人「親愛的」。

## 個人

### 家族
血統上，莎莎的雙親均爲猶太人，母系祖先來自加利西亞。父親嘉寶·維爾默斯（Gábor Vilmos）是駐守布達佩斯的士兵，母親裘莉·嘉寶擁有貴族身份，是奧匈帝國名媛和珠寶商人。除了演員身份，嘉寶三姊妹另一共同特點，便是「精彩的」私生活：大姊瑪格達結婚六次、莎莎本人結婚九次、小妹伊娃結婚五次。她們的母親裘莉，亦結婚三次。

### 家庭
莎莎一生九度結婚，除去最終存續的婚姻與一段無效婚姻，因此七度離婚。其中，持續不到廿四小時的第八段婚姻甚至可能是娛樂史上最短命婚姻之一。過於豐富的情史，也讓她成爲好萊塢話題女王。
第二段婚姻存續期間，莎莎更與繼子小康拉德於1944年發生不倫戀、婚外情。小康拉德於1950年5月6日娶伊莉莎白·泰勒爲妻，1951年1月29日，兩人離婚。也因此，莎莎和伊莉莎白是情敵關係。
雖然有九位丈夫，但是莎莎僅與第二任丈夫康拉德·希爾頓育有一女芙蘭西斯卡·希爾頓。芙蘭西斯卡不但是莎莎獨女，更是嘉寶三姊妹唯一的後代、以及裘莉·嘉寶僅有的外孫女。芙蘭西斯卡一生未婚未育，雖然一度與人定婚，但是最終未能與未婚夫結合。2015年1月5日，芙蘭西斯卡因中風逝於洛杉磯錫安山醫學中心，享壽67歲。因擔心年近百旬的莎莎無法承受喪女之痛，親友們向她隱瞞了這一噩耗。
2016年12月18日，莎莎因心臟停止跳動去世，享耆壽99歲。莎莎身後，長眠西木村纪念公园公墓。